# (21253) 1996 AX3
(21253) 1996 AX3 là một tiểu hành tinh vành đai chính. Nó được phát hiện bởi Seiji Ueda và Hiroshi Kaneda ở Kushiro, Hokkaidō, Nhật Bản, ngày 13 tháng 1 năm 1996.